# Фонтанелла (Италия)
Фонтанелла (итал. Fontanella) — коммуна в Италии, располагается в регионе Ломбардия, в провинции Бергамо.
Население составляет 3899 человек (2008), плотность населения составляет 229 чел./км². Занимает площадь 17 км². Почтовый индекс — 24056. Телефонный код — 0363.
Покровителем коммуны почитается святой Кассиан из Имолы, празднование 13 августа.

## Демография
Динамика населения:

## Администрация коммуны
- Официальный сайт: http://www.comune.fontanella.bg.it/